# Hai & Topsy

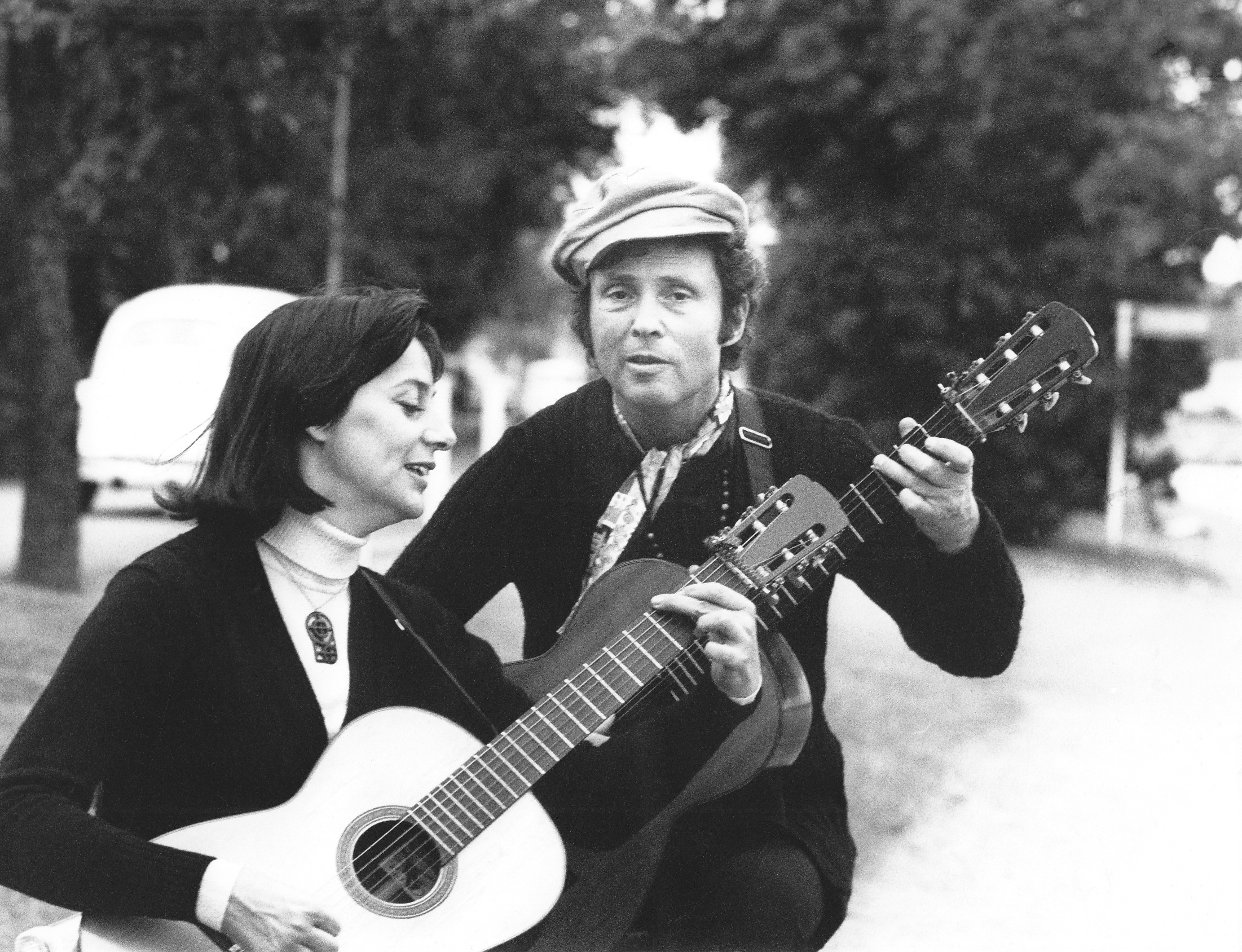
Hai & Topsy, 1970. Foto © Ulf Rigner med vänligt tillstånd att reproduceras

Hai & Topsy  var en svensk folksångarduo som bestod av Heinrich Frankl, sång och gitarr, född 14 februari 1920 i Bad Charlottenbrunn (Schlesien), död 13 januari 2016 och Gunnel Frankl (född Wahlström), sång, gitarr och mungiga, född 20 oktober 1926 i Stockholm, död 28 maj 2020. De var även samlare och utgivare av jiddischsånger. 

## Historik
Hai (Heinrich Frankl) växte upp i Wiesbaden. Hans far, som kom från Wien, hade kontakt med kväkaren Emilia Fogelklou. Vänskapen till Fogelklou bidrog till att Hai och hans syster i sista minuten 1939 kunde få utresevisum. Med hjälp av visumet samt en inbjudan att komma och arbeta på en handelsträdgård i Gnesta lyckades Hai fly till Sverige tre dagar före andra världskrigets utbrott. Systern kom via kväkarnas Kindertransport till England. Deras föräldrar mördades i Auschwitz. 
Hai kom till Stockholm och började jobba på handelsträdgården. Han kom snart i kontakt med andra flyktingar, bland andra Heinz Goldstein från Hamburg samt systrarna Ida och Ljuba Farberoff som kommit till Stockholm med den judiska flykten från Danmark. De utbytte sånger på jiddisch och uppträdde på olika krogar i Stockholm. Hai och Heinz uppträdde även några gånger på Stockholms konserthus tillsammans med kabaretsångerskan Lulu Ziegler, som också var på flykt undan nazismen. När systrarna Farberoff  återvände till Danmark efter kriget bildade Heinrich och Heinz tillsammans med Dan Grenholm (senare Herbert Liedke) trion Las Guitarras. De uppträdde i folkparkerna och på restaurang Minerva i Stockholm.  
I slutet av 1940-talet studerade Hai måleri på Konstfack med ett månatligt bidrag från Kväkarna. På konstskolan träffade han Topsy (Gunnel Wahlström) som där studerade grafik. De blev ett par och började uppträda, bland annat på restaurang Minerva och på Skansen. Duon Hai och Topsy blev snart ett känt begrepp. 1964 började de turnera med svensk och internationell folklore, ofta tillsammans med Kjell Westling (klarinett, saxofon, horn och flöjt) och Björn Ståbi (fiol). Även Peter Bothén (klarinett) och Anders Inge (fiol) turnerade med Hai och Topsy, och Miriam Oldenburg (dragspel) deltog i turnéer till Tyskland under senare år. Från och med början av 1980-talet sjöng de mest på jiddisch, särskilt motstånds- och arbetarsånger. De var därmed några av de första som kom att sprida den judiska musiken till allmänheten i Sverige. Jiddischsång och klezmer fick större genomslag ute i Europa än i Sverige, varför de ofta deltog i festivaler i Tyskland. Ett av deras senaste uppträdande var 2004 på den internationella Burg-Waldeckfestivalen, där de hade uppträtt 1964-66. 
1956 fick Hai anställning som sångare och musiker av Stockholms läns bildningsförbund.
Under 1950- och 60-talen bodde Hai & Topsy i en stuga i Vitabergsparken där stadens vissångare ofta samlades på kvällarna efter sina spelningar. De flyttade senare till Stocksund utanför Stockholm.
Från resor till Israel tog Hai med sig judiska sånger till Sverige och duon översatte dessa till svenska och tyska. Sångerna gavs sedan ut både i bokform och på skiva. De spelade även in en mängd andra skivor.

## Diskografi

### Album
- 1959 Visor med Hai & Topsy, EP, Cupol
- 1962 Trunkene Taverne, EP, Thorofon
- 1964 Hai & Topsy mit Folksongs aus 14 Ländern, LP, Polydor
- 1965 Uti det ruckel, LP, Nobody’s Dog
- 1968 Elvira Madigan, Singel, Nobody’s Dog
- 1968 Styr mot Land, Singel, Nobody’s Dog
- 1969 Folklore International, LP, Elite Special
- 1971 LP IV, LP, Thorofon
- 1972 Mungigorna, Single, Spark
- 1975 Jag sjunger ej om kungar, jag sjunger ej om mord, LP, Europafilm YTF
- 1975 Carl Michael Bellman, LP, HappyBird
- 1982 Wacht Oif! Jiddische Arbeiter- und Widerstandslieder, LP, FolkFreak
- 1986 Jiddische Lieder 2, LP, FolkFreak
- 1988 Werner Helwig. Lieder, LP, Thorofon
- 1988 Jiddische Lieder, CD, Wundertüte
- 1993 Wi ahin sol ich gejn?, CD, Wundertüte
- 1996 Werner Helwig. Lieder, CD, Thorofon
- 2000 Spätlese. Box 4 CD, Thorofon

Medverkan på CD:
- 1990 International Yiddish Festival, Cracow 1990, 3 sånger, Edition Künstlertreff
- 1990 Zweites Festival des jiddischen Liedes, Fürth 1990, 4 sånger, Relief
- 1993 Europäisches Jiddisch-Festival Leverkusen 1993, 2 sånger, Edition Künstlertreff

### Publikationer
- Jiddische Lieder (Hg.). Fischer. Frankfurt/M. 1981. ISBN 3-596-22960-X
- Wenn der Rabbi singt. Jiddische Lieder. (Förord: Salcia Landmann). Gütersloher Verlagshaus. Gütersloh 1996. ISBN 3-579-00721-1